# Bulovská pahorkatina
Bulovská pahorkatina  je jeden ze tří geomorfologických okrsků geomorfologického celku Frýdlantská pahorkatina, který leží v její severní části. Nacházejí se zde glaciální a glacifluviální sedimenty, které jsou postupně denudovány a dochází k exhumaci krystalinika v jejich podloží. Nejvyšším bodem je vrch Humrich (513 m n. m.). Dalším významným bodem je Kamenný vrch o nadmořské výšce 444 metrů.
Pahorkatina je málo až středně zalesněná, a to předně smrkem, případně též dubem, modřínem nebo borovicích. Mimo lesy se nachází orná půda.
Na území pahorkatiny se nachází přírodní památky Bílá skála a Kamenný vrch.